# あまえないでョ!
『あまえないでョ!』（あまえないでよ）は、1987年1月15日から同年の3月26日にフジテレビで木曜日の午後8時に放送されていたテレビドラマ。全11話。後日談的な内容のスペシャル版が同年1987年9月30日（水曜）の19:30 - 20:54に放映されている。

## ストーリー

### 連続ドラマ版
あらすじ
西丸直（斉藤由貴）は、暮らしていた大学の寮が火事になり、その建替えのため、母親（阿木燿子）の昔の知り合いである大学教授の星野（林隆三）宅に一時的に居候（下宿）する事になる。しかし、星野の妻は既に亡くなっており、その家には長男・星野恭平（布川敏和）、次男・慎平（沢向要士）、三男・陽平（大沢秀高）、四男・純平（中島大介）の4人息子がいる為、間違いを起こしてはいけない、直を異性として見ないようにと言う配慮で、直はこの家の奥さんとして偽装結婚して住む事になった。しかし、4兄弟は新しいお母さんである直に興味津々、そのうち恋のさやあても始まって…。
- 基本的にはコメディだが、小学生の四男が、亡くなったお母さんと新しいお母さんである直が喧嘩をしないようにと、亡くなったお母さんの肖像画を、行きつけの店であるポテトハウスに預かってもらおうとする場面があったりして、ほろりとする場面が随所に盛り込まれている。
- 毎回ラスト近くではじまる兄弟喧嘩（父が入って親子喧嘩の事もある）をやめさせるために、直が水をかけたり、粉をかけたりした後で「あまえないでョ!」と叫ぶ。

### スペシャル版
いろいろあったものの、直と恭平は結婚式を挙げることに。直はその結婚式で祝福されて胴上げされるが、誤って落ちてしまい、頭を打って記憶喪失になってしまう。しばらくして周りの人の事は思い出すものの、肝心の恭平の事だけが思い出せない。

## キャスト
（参考：）
西丸直
演 - 斉藤由貴
女子大生。母のあや子とは違ってしっかり者。星野家の母親代わりとなるが、同世代の恭平に惹かれ始める。
星野邦彦
演 - 林隆三
直の母親の高校時代からの友人であり、職業は大学教授。妻と別れて以来家族のまとめ役となっているが、直との同居で母親の大切さを思い知らされる。
星野恭平
演 - 布川敏和　
長男。予備校生。「ごきげんだぜ」が口癖。直のことが好きだが、それをはっきり言えずにいる。
星野親平
演 - 沢向要士
次男。高校2年生。けんかが強く、自由気ままで、家族のことにもあまりとらわれない。
星野陽平
演 - 大沢秀高 （当時ジャニーズJr.）
三男。中学3年生。メカ・機械に強い。家族の和を保つような役目の立場。
星野純平
演 - 中島大介
四男で末っ子。小学2年生。三人の兄とは年が離れているためか、直を実の母のように慕っている。左利きである。
陣内勇一郎
演 - 辰巳琢郎
本人は直の彼氏だと思っている。
西丸あや子
演 - 阿木燿子
直の母親。金沢で民芸店を営む。自由奔放で明るい性格。
多恵
演 - 石野真子
邦彦の、大学での助手。性格は明るい。邦彦を慕い続け「自称愛人」としているが、相手にはされていない。
竹三（たけぞう）
演 - 田代まさし
直の行きつけの店「ポテトハウス」のマスター。
千代子
演 - 鳥越マリ
直の行きつけの店「ポテトハウス」のウェイトレス。後にたけぞうと結婚する。
早苗
演 - 網浜直子
直の寮での友人。寮の火事のため征志のアパートで同棲中。
村上征志
演 - 豊原功補
恭平の友人。早苗と同棲中だが、ケンカしたり、直が来ると追い出される。
英太郎
演 - 岡竜也
恭平の友人。
与志子（よしこ）
演 - 野咲たみこ
直の寮と大学での友人。恭平にちょっと気がある。しかし恭平と直の事を知り、勇一郎に気持ちが移りつつある。
ちゃこ
演 - 宝生桜子
恭平の女友達で幼馴染み。実家は病院。恭平にちょっと気がある。
南（みなみ）
演 - 立原麻衣
直の友人。

### ゲスト出演者
第3話
偽装結婚だったことを恭平たちに知られてしまった直は、雨の中、星野家を出て行ってしまう。
星野家では、純平を仮病にして、なんとか直を戻らせようと画策する。
第4話
直がお母さんで無いと知った星野家では、直も4兄弟も、なんとなくお互いが気になって…
- 伊藤克信　陽平の担任（城南中学校の）教師、陽平の無断欠席の為、連絡をしてくる。
- もたいまさこ　直が通う女子大の教師
- TARAKO

第5話
- 陣内孝則　直をナンパしてきた男、恭平に似ていると直は思っている。
- 江藤博利　ナンパされた直が踊っていたクラブのボーイ、見はろうとする純平を追い出そうとやっきになる。
- BaBe　クラブで歌っているシンガー

第6話
ポテトハウスのマスターとウェイトレス・千代子ができちゃった結婚をする事になり、偽装結婚の事を知らない2人は、邦彦と直に仲人を頼む。
- 石井富子　ポテトハウスのマスターの母。結婚式の為、群馬から上京。
- 桑野信義　結婚式の司会者。

第7話
大学受験に落ちた恭平は、つい勢いで直にプロポーズする。それを半人前だと邦彦になじられた恭平は家を飛び出す。そして時期を同じくして勇一郎も直にプロポーズしてくる。
第8話
家を飛び出した恭平は、一旦は友人の下宿に転がり込むが、後に部屋を借り、アルバイトをはじめ自立しようとする。
- 東八郎　恭平が部屋を借りる為に訪れた不動産店の主人、家賃5000円の部屋を貸す。
- 八名信夫　恭平がアルバイトをしているホテルにお客としてやってくる。恭平を元気付けた後、なぜか「スシ食いねぇ」を歌いながら立ち去る。

第9話
恭平が補欠入学だと言う事がわかり星野家一同安堵するものの、安心しきって遊ぼうとする恭平に頼りなさを感じてしまう直。
- 柴俊夫　慎平がちゃこをかばって喧嘩したやくざの親分。後に落とし前をつけに星野家にやってくるが邦彦の教え子とわかり丸く収まる。
- 清水宏　やくざの子分頭。
- 及川ヒロオ　恭平が入学予定の大学の事務担当

第10話
- 相楽ハル子　恭平の友人達に頼まれて、直と恭平の仲を確かめる為、恭平に言いよる。
- 庄司永建　邦彦の上司、バリ島行きの話を告げる。

第11話（最終話）
いよいよ、大学の寮（紅花女子寮）の改修も終わり、直が寮に戻る事になった。さて直と恭平の恋の行方は…
スペシャル
- 谷隼人
- ラサール石井

## サブタイトル
| 各話   | 放送日        | サブタイトル                 | 脚本       | 演出     |
| ------ | ------------- | ---------------------------- | ---------- | -------- |
| 第1話  | 1987年1月15日 | オレの女房に手を出すな!      | 塩田千種   | 福本義人 |
| 第2話  | 1987年1月22日 | 今夜は初夜だぜ!              | 塩田千種   | 若松節朗 |
| 第3話  | 1987年1月29日 | つぶせ! この結婚             | 渡辺千明   | 福本義人 |
| 第4話  | 1987年2月5日  | 家庭内ナンパが始まる日!?     | 土屋斗紀雄 | 若松節朗 |
| 第5話  | 1987年2月12日 | 今夜、彼女アブナイぜ!        | 塩田千種   | 福本義人 |
| 第6話  | 1987年2月19日 | 炎の夜は二人だけ             | 渡辺千明   | 若松節朗 |
| 第7話  | 1987年2月26日 | ありかよ!?ダブルでプロポーズ | 塩田千種   | 福本義人 |
| 第8話  | 1987年3月5日  | 今夜"オトコ"になるぜ!        | 土屋斗紀雄 | 若松節朗 |
| 第9話  | 1987年3月12日 | 来たぞ! 恐怖のヤッちゃん     | 渡辺千明   | 福本義人 |
| 第10話 | 1987年3月19日 | オレの女をいただくぜ!        | 塩田千種   | 若松節朗 |
| 最終話 | 1987年3月26日 | エエッ! 直が結婚             | 塩田千種   | 福本義人 |

## 主題歌・劇中歌
- 主題歌：BaBe「Give Me Up」
- 劇中歌
  - Boys Town Gang「君の瞳に恋してる（Can't Take My Eyes Off You）」

## スタッフ
- 企画：前田和也、亀山千広
- プロデュース：柴田徹、三井孝俊
- 脚本：塩田千種（1,2,5,7,10,11話）、渡辺千明（3,6,9話）、土屋斗紀雄（4,8話）、奥村俊雄（スペシャル版）
- 演出：福本義人（1,3,5,7,9,11話）、若松節朗（2,4,6,8,10話,スペシャル版）
- 音楽：本多俊之
- 技術：河内和美
- カメラ：笹村彰
- 音声：井沢弘
- 照明：原田正（連続ドラマ版）、小林章（スペシャル版）
- VE：大和田謙一（連続ドラマ版）、厚海修一（スペシャル版）
- 編集：新井孝夫
- 効果：塚田益章
- T・K：寺田まり
- デザイナー：荒川淳彦
- 美術制作：奥澤悦郎、小口賢司
- 大道具：東宝ビルト
- 小道具：高津映画装飾
- 衣裳：京都衣裳（現・東宝コスチューム）
- メイク・ヘアー：ユミ・ビュアクス
- スチル：大野博史
- 殺陣：橋本春彦
- 広報：石田卓子
- 協力プロデューサー：竹内正男
- 制作担当：富田敏光（連続ドラマ版）、八鍬敏正（スペシャル版）
- 制作主任：八鍬敏正（連続ドラマ版）
- 演出助手：河野圭太
- 技術協力：東通
- スタジオ：目黒スタジオ
- 制作協力：東宝芸能、共同テレビジョン
- 制作：東宝、フジテレビジョン

## 備考
- 小田急小田原線 成城学園駅 付近に住んでいる設定。（第3話などで、恭平が下車している。）
- 兄弟喧嘩（親子喧嘩）のシーンがある為、殺陣担当（橋本春彦）がついている。
- ところどころで、シブがき隊の話がでてきたり、結婚式の両家の名前が前山家・亀田家（企画の2人前田和也・亀山千広の名前をもじってある。）になっていたりと、遊び心がある。
- BGMにドラマの世界観にあった洋楽が多く使われている。
- 最終話の直と恭平の結婚式シーンの後、エンディングにつなげて、主要キャストが挨拶している場面がある。（エンディングがあるので、声は入っていない。）
- 辰巳琢郎が扮する陣内勇一郎の名前はクレジットされていないが、劇中で直が手帳をみる場面でその名前がわかる。

## 放映情報
2000年以降、本作の再放送は行われていなかったが、2009年1月から3月までCS放送のファミリー劇場で連続ドラマ版のみ放送が行われた。同局では2011年1月にも本作の放送が行われたが、第4話まで放送されたのち、『新・風のロンド』に変更された。